# Alba (Pennsylvania)
Alba è una borough degli Stati Uniti d'America, nella contea di Bradford nello Stato della Pennsylvania. Secondo il censimento del 2000 la popolazione è di 186 abitanti.

## Società

### Evoluzione demografica
La composizione etnica vede una maggioranza di bianchi (94,09%), seguiti dagli afroamericani (3,76%). Dati del 2000.
| borough di Alba Popolazione |     |
| 2000                        | 186 |
| Stima al 2009               | 173 |